# Kloster Berg Tabor
Das Kloster Berg Tabor war ein Kloster im Schloss Jestetten im Klettgau in der Zeit der Herrschaft Schwarzenberg im heutigen Landkreis Waldshut. Nach Gründung durch Pater Josef Helg (1721–1787), der den Namen vom Berg Tabor ableitete, beherbergte es von 1774 bis 1802 als Frauenkloster einige Prämonstratenserinnen.
Von 1803 bis 1805 bestand eine Ordensniederlassung der Redemptoristen unter Leitung von Klemens Maria Hofbauer. Das Kloster wurde 1806 aufgelöst.

## Geschichte
1687 wurde das Schloss Jestetten Bestandteil der Herrschaft Schwarzenberg.

### Gründung und erster Niedergang
„Im Jahre 1772 kam der ideal gesinnte, fromme Priester Josef Helg aus St. Gallen nach Jestetten, um für ein Kloster der Ewigen Anbetung einen Platz zu suchen. Er hatte in der Schweiz bereits ähnliche Niederlassungen gegründet, von denen Berg Sion bei Uznach/SG heute noch besteht.“

„Mit Genehmigung des Fürsten von Schwarzenberg (Johann I. (Schwarzenberg)) bezog er Anno 1774 mit zwölf Schwestern das notdürftig wiederhergestellte Schloß, und am 15. August begann die Ewige Anbetung. Helgs Gründungen fehlte die notwendige wirtschaftliche Grundlage. In Jestetten herrschte von Anfang an größte, wenn auch zuerst mit viel Idealismus und Opfergeist getragenen Armut, und schon nach kurzer Zeit starben mehrere Schwestern an den Folgen der Entbehrungen und wurden in der St. Hixta-Kapelle begraben.“

Unbeirrt ging Helg daran, die Fundamente für eine neue Kirche zu legen. „Die Regierung in Tiengen stoppte den Bau, doch nach einer Romreise, von der er die päpstliche Genehmigung heimbrachte, setzte Helg ihn fort, bis Regierung und Bistum ihn erneut einstellen ließen.“
Eine bischöfliche Visitationskommission entzog Helg 1780 die Leitung des Klosters. „Helg verkaufte einen Teil des Anwesens an den Fürsten von Schwarzenberg um 3000 fl. und starb im April 1787.“
„Die Schwestern halfen sich notdürftig von Jahr zu Jahr weiter“.

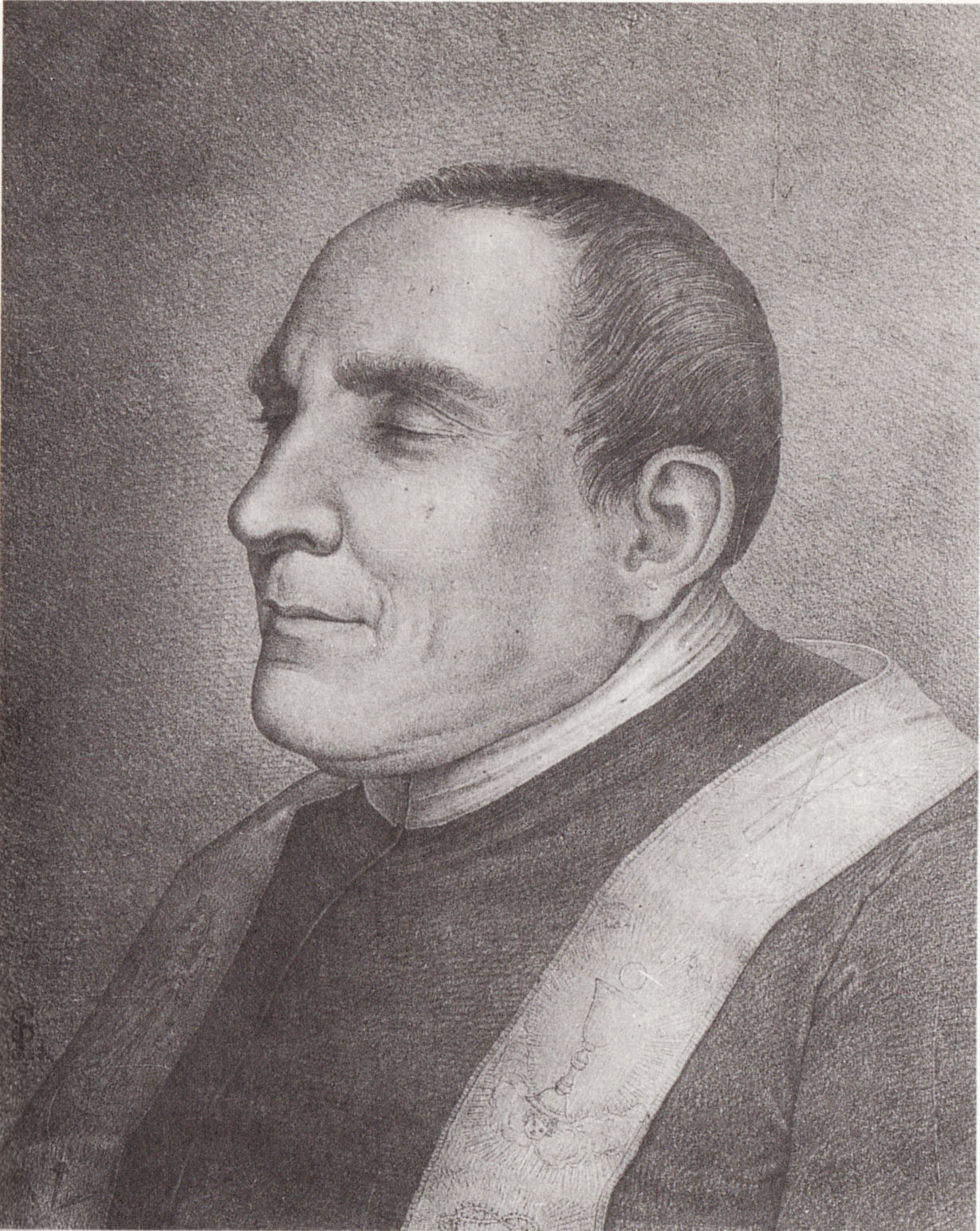
Klemens Maria Hofbauer (Gemälde von P. Rinn)

### Rettungsversuch und Neugründung
Im Jahr 1798 kam Klemens Maria Hofbauer, Priester des Redemptoristenorden, um eine Wirkungsstätte in Deutschland zu finden, „angeregt vielleicht durch den befreundeten H. R. Rigolet, den langjährigen Begleiter des Gründers von ‚Berg Tabor‘, auch nach Jestetten.“
Der Ort schien ihm geeignet und „der Fürst von Schwarzenberg (Joseph II. (Schwarzenberg)) war ihm gewogen. Freunde warnten zwar. Unter ihnen Domherr Josef von Berolingen“: Mit dem regionalen Klerus und dem Pfarrer des Ortes wäre „ein gutes Einvernehmen […] ganz unmöglich.“
Die Kriegszüge jener Zeit verhinderten vorerst die Ausführung jeglicher Pläne. „Mit dem Frieden von Lunéville [1801] schienen die Zeiten günstiger.“
Hofbauer und P. Hübl, der Rektor von St. Benno (Hofbauers Zentrum für Kirche und Schule in Warschau) wurden am 27. Dezember 1802 beim Generalvikar der Diözese Konstanz, Freiherr von Wessenberg, „aufs herzlichste empfangen.“
Zusammen mit Pater Thaddäus Hübl, dem Studenten Franz Hofbauer, seinem Neffen, und dem Novizen Johannes Sabelli traf Hofbauer am 30. Dezember zur Verwirklichung seiner Klostergründung in Jestetten ein.
Katastrophale Verhältnisse

„Hofbauer war entsetzt, als er die Lage, die er nun vorfand, überblickte.“ Er hätte bei genauer Kenntnis der Verhältnisse diese Reise nicht angetreten; nur „der gute Geist der Schwestern“, die jedoch „kaum mehr als beten konnten“, bewog ihn, die „haushoch angewachsenen Schulden aus dem Vermögen seines Ordens teilweise zu tilgen und im Auftrage Wessenbergs die Verwaltung zu übernehmen.“ Auch der bauliche Zustand war desaströs.
Er versuchte, das anstoßende Kanzleigebäude zu erhalten, doch die fürstlichen Beamten „setzten alle Hebel in Bewegung, um Hofbauer und seine Gefährten nach Tiengen zu bekommen […] Dort sollte er ‚das Noviziat errichten, […] die Trivial Schulen versehen, ein Gymnasium mit Lehrern besetzen, eine Musikschule errichten, dann für die Landgrafschaft weltliche Dorfschullehrer ausbilden und auch Missionäre und Aushelfer unterhalten.‘ […] Das Fraueninstitut wäre aufgelöst oder mit nach Tiengen gezogen worden.“
„Hofbauer konnte sich dazu nicht entschließen. Er brauchte zuerst einen ruhigen Ort und Zeit, die geforderten Kräfte heranzubilden.“ Er suchte Kontakt nach Schaffhausen, fand dort Zustimmung, doch wurde am 1. Juli 1803 in Jestetten „der ihm wohlgesinnte Obervogt“ abgelöst. Der Nachfolger, Franz Teufel,  bezeichnete Hofbauer „als eine gefährlich kriechende Schlange, die sich unverdient unter der Maske der Frömmigkeit ins deutsche Vaterland und die hiesige Herrschaft eingeschlichen hat.“ Der Verleumder fand Hilfe beim Pfarrer von Jestetten aus Rheinau und auch bei weiteren Mitbrüdern des dortigen Klosters.
„Hoffnungslos wurde die Lage auf ‚Berg Tabor‘, als Wessenberg, der sich bisher schützend vor die Patres gestellt hatte, ihr unerbittlicher Gegner wurde.“ Hofbauer hatte sich auch auf päpstliche Privilegien berufen und Wessenberg sah damit „seinem Leitbild einer nationalen Kirche zutiefst widersprochen. Von nun an sann er darauf, die Römlinge aus dem Bereich seiner Diözese zu vertreiben […] Die Schule auf Tabor ließ er schließen.“

### Auflösung von Gemeinde und Kloster
Hofbauer führte seine Gemeinde, die „inzwischen auf 16 Mitglieder angewachsen“ war, nicht mehr weiter und gab – als Generalvikar seines Ordens auf einer Reise –, seinem Obern „am 25. Oktober 1805 die Weisung, Berg Tabor aufzugeben. Er hatte für seine Gemeinde eine neue Bleibe gefunden unter der Schutzherrschaft des Fürsten Fugger.“ Am 7. November 1805 verließ die Gemeinde – darunter vier Klettgauer – Jestetten.
Das Kloster wurde formal 1806 aufgelöst, „die beiden Profeßschwestern erhielten eine kleine Pension.“ Die Schwarzenbergische Regierung kaufte die Gebäude zurück, Kirchengerät wurde versteigert. „Heute erinnert nur noch die Marienstatue in der Kapelle der Kreispflegeanstalt an das frühere Klösterlein ‚Berg Tabor‘.“

### Nachspiel
„Das Andenken des hl. Klemens M. Hofbauer, das ein Obervogt Teufel noch 1812 in einem Bericht an den Großen Rat von Freiburg/Ue. zu schwärzen suchte, wobei er dort allerdings nur Gelächter erntete, wurde von den Jestettern hoch in Ehren gehalten. Kreisrichter Jo. Koller schrieb am 30. X. 1818: Attestatum. Von Unsern Liebe Herren, die wir verlohren in Jestetten, auf dem berg Tapor […] sie hatten eine schöne Ordnung im Dienste gottes, und im Unterricht Vor die Jugent und im stutieren und Lehren dag und nacht. Kurz Von ihnen zu Reten alle Menschen, haten eine sonderliche Freut ob diesem Lieben Herrn.“

Eine Gedenktafel im Schlosshof in Jestetten erinnert heute an Klemens Maria Hofbauer.
Ab 1830 war das Gebäude Sitz des Bezirksamtes Jestetten, danach Amtsgericht und Amtsgerichtsgefängnis.

## Kreis-Pflegeanstalt für Hilfsbedürftige
Im Jahr 1878 wurde im Schloss die Pflegeanstalt für den Amtsbezirk Waldshut eingerichtet, sie trug mit der Gründung des Landkreises Waldshut ab 1939 den Namen Kreis-Pflegeanstalt für Hilfsbedürftige beiderlei Geschlechts. 1940 wurden über 200 Bewohner der Kreispflegeanstalt in die Tötungsanstalt Grafeneck transportiert und dort mit Gas ermordet. Von 1942 bis 1975 diente Schloss Jestetten als Lungensanatorium.

## Kreisalten- und Pflegeheim Jestetten
Heute befindet sich hier das Kreisalten- und Pflegeheim Jestetten.